# Doug Jones (politikus)
Doug Jones (Fairfield, 1954. május 4. –) az Amerikai Egyesült Államok szenátora (Alabama, 2018 – 2021). A Demokrata Párt tagja. 

## Pályafutása
Jones alapdiplomáját az Alabamai Egyetemen kapta 1976-ban, majd 1979-ben jogi végzettséget szerzett a Samford Egyetemen. 1980-tól 1984-ig helyettes szövetségi ügyész volt Alabama állam északi körzetében. Ezt követően ügyvédként dolgozott Birminghamben, majd 1997-től 2001-ig szövetségi ügyész volt, megint csak Alabama állam északi körzetében.
Alabamában 2017 decemberében időközi választást tartottak, hogy betöltsék Jeff Sessions szenátusi helyét, mivel Sessions az év elején igazságügyminiszter lett Donald Trump kabinetjében. Jones a választást megnyerte, miután ellenfeléről, a republikánus Roy Moore-ról kiderült, hogy fiatalkorú lányokkal volt viszonya. Jones mandátuma 2021. január 3-ig szól.
A 2020-as szenátusi választáson ismét indult, azonban alulmaradt a republikánus Tommy Tuberville-lel szemben.